# Tatuaggio

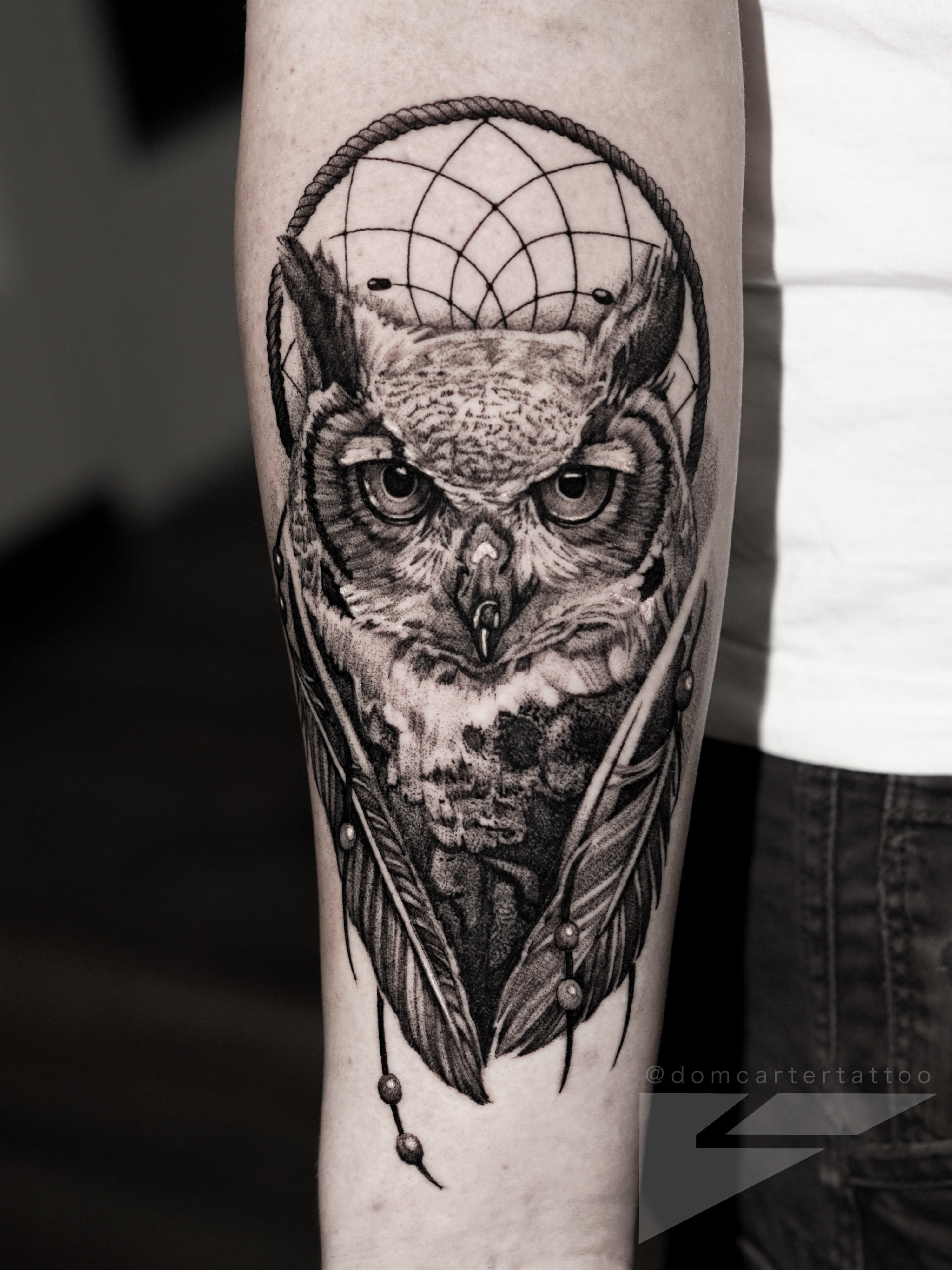
Tatuaggio di un gufo.

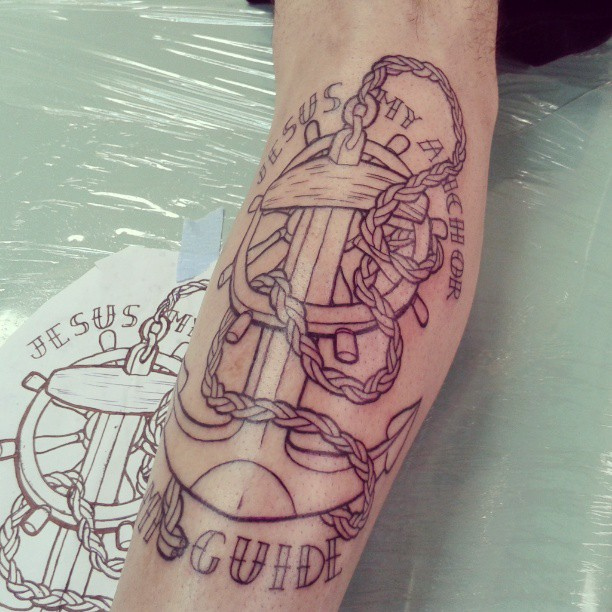
Tatuaggio di un'ancora.

Il tatuaggio (derivato dal francese tatouage, a sua volta dal verbo tatouer e questo dall'inglese tattoo, adattamento del samoano tatau) è sia una tecnica di decorazione pittorica corporale dell'uomo, sia la decorazione prodotta con tale tecnica. Tradizionalmente la decorazione è destinata a durare per molto tempo, a volte per sempre, ma in tempi recenti sono state inventate tecniche per realizzare tatuaggi temporanei oppure per rimuovere tatuaggi effettuati in precedenza.
Nella sua forma più diffusa, la tecnica di questa modificazione corporea consiste nell'incidere la pelle ritardandone la cicatrizzazione con sostanze particolari (più precisamente è chiamata scarificazione) o nell'eseguire punture con l'introduzione di sostanze coloranti nelle ferite. Questa tecnica, che oggi sembra facile da eseguire, è stata resa possibile dal susseguirsi e dall'evolversi di tecniche più svariate e ardue nell'antichità.

## Storia

### Origini

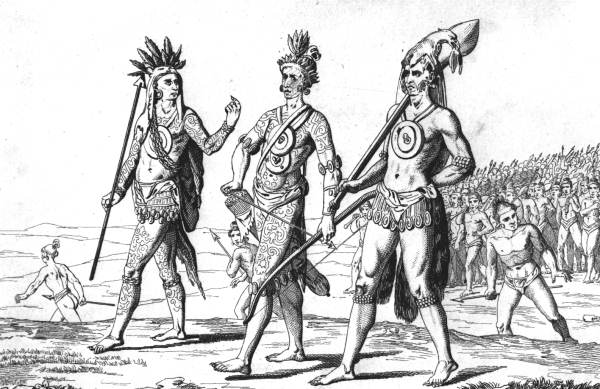
Guerrieri Timucua tatuati nella Florida del 1562.

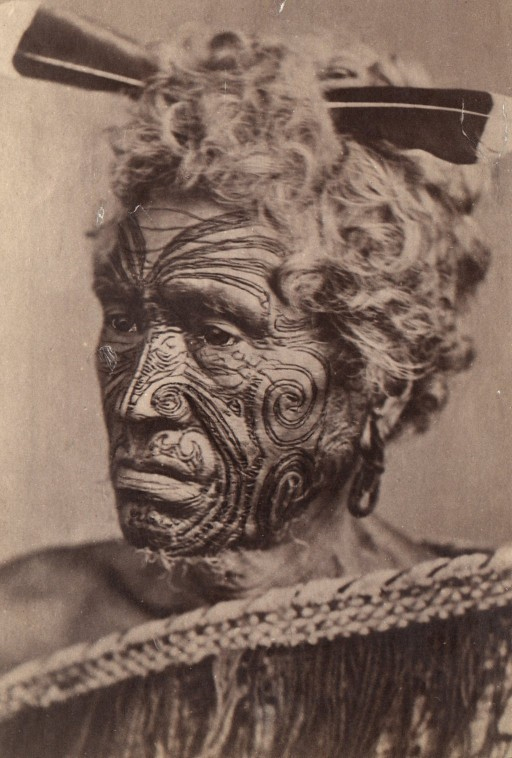
Tatuaggio sul volto di un maori, fotografia di fine XIX secolo.

Il tatuaggio ha origini millenarie. Tatuaggi terapeutici sono stati ritrovati sulla mummia dell'"uomo di Pazyryk" nell'Asia centrale con complicati tatuaggi animali o quello della principessa di Ukok (Mummia dell'Altai) databile intorno al 500 a.C. che rappresenta un animale immaginario (cervo e grifone) di un alto livello artistico, arrivato quasi intatto a noi grazie alla permanenza nel permafrost.
Tra le civiltà antiche in cui si sviluppò il tatuaggio ci fu l'Egitto ma anche l'antica Roma, dove venne vietato dall'imperatore Costantino, a seguito della sua conversione al Cristianesimo. È peraltro da rilevare che, prima che il Cristianesimo divenisse religione lecita e, successivamente religione di Stato, molti cristiani si tatuavano sulla pelle simboli religiosi per marcare la propria identità spirituale.
È inoltre attestata nel Medioevo l'usanza dei pellegrini di tatuarsi con simboli religiosi dei santuari visitati, particolarmente quello di Loreto.
Fra i cristiani la pratica del tatuaggio è diffusa fra i copti monofisiti.
Col tatuaggio i copti rimarcano la propria identità cristiana, i soggetti sono solitamente la croce copta, la natività e il Santo Mar Corios, martirizzato sotto Diocleziano e rappresentato in sella ad un cavallo con un bambino.
La religione ebraica vieta tutti i tatuaggi permanenti, come prescritto del Levitico (Vaikrà) (19, 28). In particolare, l'Ebraismo vieta ogni incisione accompagnata da una marca indelebile di inchiostro o di altro materiale che lasci una traccia permanente.
Anche per l'Islam tutti i tatuaggi permanenti sono vietati, come spiegato da diversi ʾaḥādīth del profeta Maometto, sono consentiti solo i tatuaggi temporanei fatti per mezzo dell'henna, pigmento organico di color rosso-amaranto, ricavato dalla pianta della "Lawsonia inermis", "Henna" in arabo. Nella tradizione araba e anche in quella indiana sono le donne a tatuarsi con l'henna, sia le mani che i piedi; molte spose vengono completamente tatuate per la loro prima notte di nozze, infatti la sera prima delle nozze viene chiamata "Lelet al Henna" (la notte dell'henna). I tatuaggi d'henna sono estremamente decorativi, quasi sempre con motivi floreali stilizzati; quelli molto elaborati finiscono per sembrare delle opere d'arte che hanno la durata media di qualche settimana di vita.
Gli uomini musulmani, specialmente i fervidi praticanti sunniti, usano l'henna per tingersi i capelli, la barba, il palmo delle mani e dei piedi; agli uomini non è consentito fare tatuaggi decorativi neanche con l'henna. Comunque c'è da dire che tra i contadini egiziani (usanza molto probabilmente derivante dall'Antico Egitto) e i nomadi musulmani (per lo più quelli sciiti) sia le donne che i bimbi particolarmente belli, vengono tatuati in maniera permanente con piccoli cerchietti o sottili linee verticali, sia sul mento che tra le due sopracciglia. È un'usanza di tipo scaramantica, infatti il colore con cui si tatuano è l'azzurro, il colore scaramantico per eccellenza fin dal tempo dei faraoni.
Altri popoli che svilupparono propri stili e significati furono quelli legati alla sfera dell'Oceania, in cui ogni particolare zona, nonostante le similitudini, ha tratti caratteristici ben definiti. Famosi quelli maori, quelli dei popoli del monte Hagen, giapponesi, cinesi e gli inuit anche se praticamente ogni popolazione aveva suoi caratteristici simboli e significati.
Nella zona europea il tatuaggio venne reintrodotto successivamente alle esplorazioni oceaniche del XVIII secolo, che fecero conoscere gli usi degli abitanti dell'Oceania. Alla fine del XIX secolo l'uso di tatuarsi si diffuse anche fra le classi aristocratiche europee, tatuati celebri furono, ad esempio, lo Zar Nicola II e Sir Winston Churchill.
È da segnalare che il criminologo Cesare Lombroso ritenne, in un'epoca di positivismo, essere il tatuaggio segno di personalità delinquente. La diffusione del tatuaggio in tutti gli strati sociali e fra le persone più diverse negli ultimi trent'anni relega tali considerazioni criminologiche a mera curiosità storica.

### Antica Roma
Plinio il Giovane e Svetonio testimoniano che gli schiavi romani venivano marchiati con le iniziali del proprio padrone o, nel caso fossero stati sorpresi a rubare, erano marchiati a fuoco sulla fronte. Lo stesso supplizio venne inflitto ad alcuni martiri cristiani, come Teofane e Teodosio.
Lo praticavano i soldati romani che furono influenzati dalle usanze dei britanni, con i loro corpi dipinti, e dai traci, feroci gladiatori spesso tatuati come testimonia Erodoto, al punto che i legionari iniziarono a tatuarsi il nome dell'Imperatore, sebbene la pratica fosse malvista dalle autorità.
Il fatto che Costantino nel 325 d.C. abbia proibito il tatuaggio sul viso ai cristiani di tutto l'Impero romano perché “deturpava ciò che era stato creato ad immagine di Dio” fa pensare che ci fosse l'abitudine da parte dei primi cristiani di marchiarsi per testimoniare la propria fede.

### Dal Medioevo all'età moderna
Il tatuaggio cadde in disuso durante il medioevo, nonostante sopravviva in specifici gruppi di persone l'usanza permanesse, ad esempio tra i pellegrini.
Ad esempio nel Santuario di Loreto fino alla metà degli anni cinquanta, esistevano i frati marcatori, ovvero frati che incidevano piccoli segni devozionali fra i pellegrini.
I segni tatuati nel Santuario di Loreto venivano effettuati sui polsi o sulle mani ed erano simboli cristiani o soggetti “amorosi”: i primi, inizialmente molto semplici come una croce o come la rappresentazione delle stigmate, si fecero via via sempre più complessi come la stilizzazione della stessa Madonna di Loreto, simboli del proprio ordine religioso, oppure segni marinareschi poiché i marinai erano i primi difensori della costa adriatica contro gli invasori turchi.
Gli attacchi dei pirati inducevano anche gli abitanti della costa a tatuarsi segni cristiani poiché, in caso di morte violenta, sarebbero stati riconosciuti come fedeli e dunque sepolti in terra consacrata.
I tatuaggi a carattere “amoroso” erano invece effettuati dalle spose come promessa a Dio e augurio e contemplavano soggetti come due cuori trafitti, frasi o il simbolo dello Spirito Santo. Anche le vedove si tatuavano, in ricordo del defunto, soggetti come il teschio con le tibie incrociate, il nome del morto o la frase “memento mori”.
L'inizio della tradizione dei marcatori di Loreto non ha date precise ma si hanno testimonianze di questa pratica già alla fine del XVI secolo. Spesso anche i crociati o i pellegrini in visita al Santo Sepolcro di Gerusalemme usavano tatuarsi simboli cristiani poiché, nel timore di essere assaliti e spogliati di ogni bene, anche oggetti sacri, potessero garantirsi una sepoltura in terra sacra.

### XIX secolo
Il tatuaggio riemerge dall'ombra nella seconda metà del XIX secolo, con la pubblicazione, nel 1876, del saggio L'uomo delinquente di Cesare Lombroso. Egli mette in stretta correlazione il tatuaggio e la degenerazione morale innata del delinquente: il segno tatuato è fra quelle anomalie anatomiche in grado di far riconoscere il tipo antropologico del delinquente. Il delinquente nato mostra specifiche caratteristiche antropologiche che lo avvicinano agli animali e agli uomini primitivi e l'atto di tatuarsi di criminali recidivi è sintomo di una regressione allo stato primitivo e selvatico. L'uomo delinquente però è anche un catalogo approfondito di tutte le tipologie di tatuaggio che potevano essere reperite all'epoca: il saggio è ricco di descrizioni di tatuaggi e delle storie degli uomini che li portano, soldati ma soprattutto detenuti, criminali e disertori, fornendo così un ampio squarcio sulle usanze del tempo.
Lombroso cataloga i tatuaggi in segno d'amore (iniziali, cuori, versi); simboli di guerra (date, armi, stemmi); segni legati al mestiere (strumenti di lavoro, strumenti musicali); animali (serpenti, cavalli, uccelli); tatuaggi di soggetto religioso (croci, cristi, madonne, santi). In seguito alla diffusione delle teorie di Cesare Lombroso, il tatuaggio subisce un'ulteriore censura ed è per questo che, contrariamente ad altri paesi occidentali, in Italia non nascono studi e botteghe professionali fino alla fine degli anni '70.

### XX secolo
Dalla fine degli anni sessanta e inizio anni settanta in poi la cultura del tatuaggio ha conosciuto una progressiva diffusione, prima nella controcultura underground, giovani hippy, nelle carceri e fra i motociclisti e poi ha conquistato lentamente ogni strato sociale e ogni fascia d'età. Tra la fine degli anni novanta e i primi anni duemila il tatuaggio ha avuto una diffusione via via crescente, spinto dalla popolarità dei personaggi pubblici che li hanno sul corpo, e da semplice fenomeno di costume è divenuto una moda per persone di tutte le età.

## Descrizione

### Tipologia

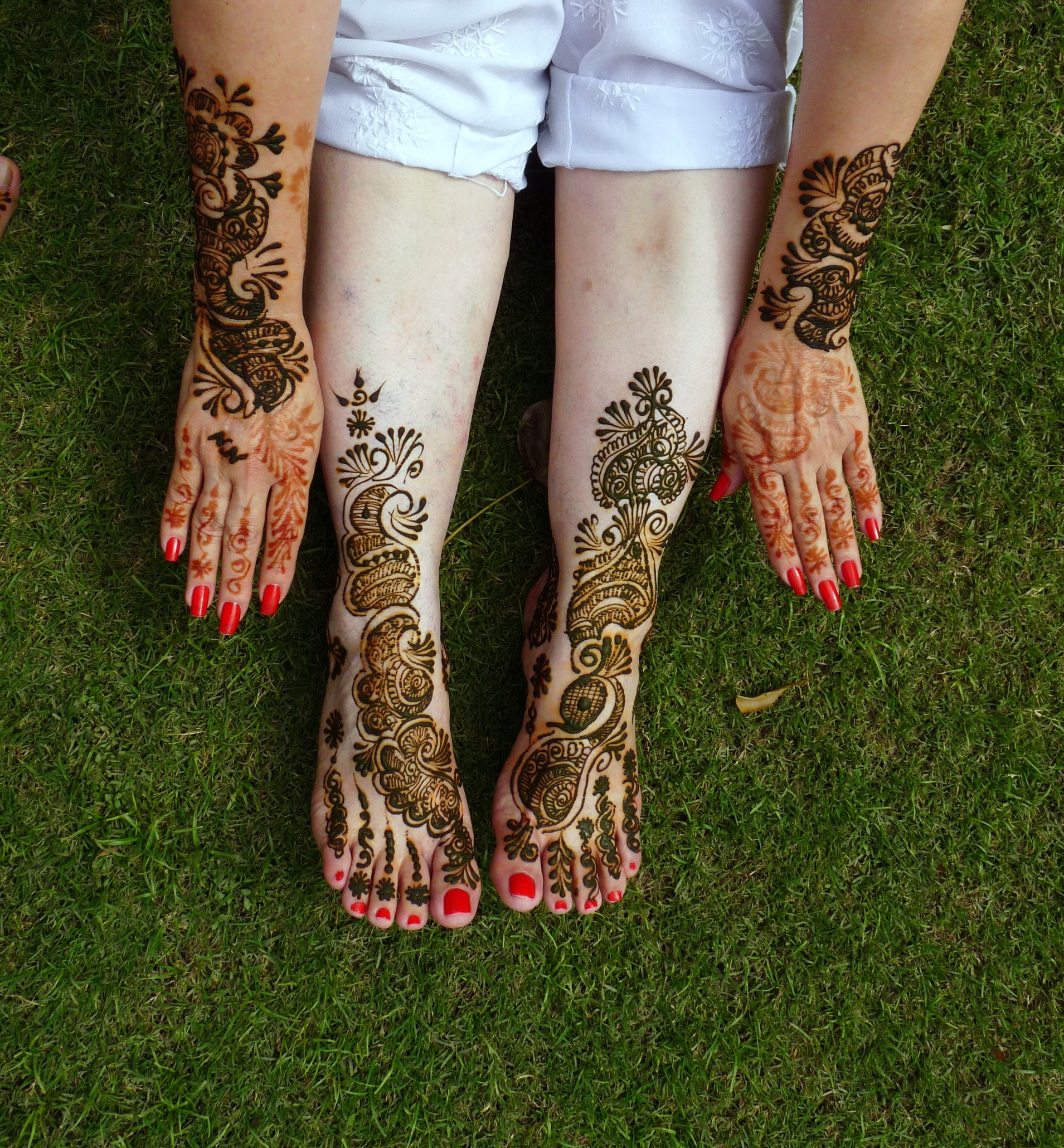
Tatuaggio all'henné

I tatuaggi possono essere di vario tipo:
- Tatuaggio all'henné, è un tatuaggio non permanente, caratterizzato dall'applicazione di un impasto sulla pelle;
- Tatuaggio solare, caratterizzato dall'applicazione di una sostanza foto-impermeabile, in modo che durante l'abbronzatura tale prodotto una volta rimosso lasci la pelle più chiara, formando un disegno chiaro;
- Ad ago, questa è la forma più conosciuta, dove tramite un ago si introduce dell'inchiostro nella pelle, come risultato si ha un disegno che a seconda della miscela può essere permanente o temporaneo.

### Tecniche di tatuaggio

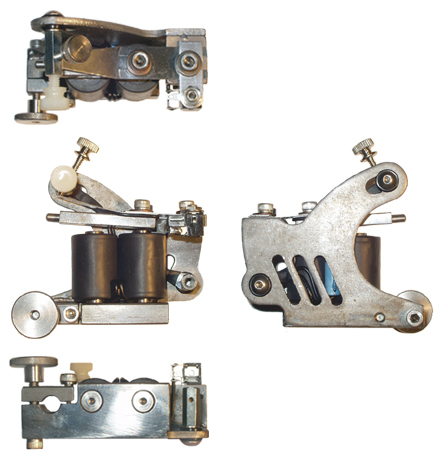
Dettagli di un apparecchio per tatuaggi.

Gli Inuit usano degli aghi d'osso per far passare attraverso la pelle un filo coperto di fuliggine (la china, che artigianalmente e impropriamente si adopera per lo scopo è in fin dei conti una sospensione acquosa di fuliggine).
Nelle zone oceaniche (Polinesia, Nuova Zelanda) il tatuaggio viene eseguito tramite i denti di un pettine di osso che, fermato all'estremità di una bacchetta (formando così uno strumento di forma simile a un rastrello), e battuto tramite un'altra bacchetta, forano la pelle introducendo il colore, ottenuto quest'ultimo dalla lavorazione della noce di cocco.

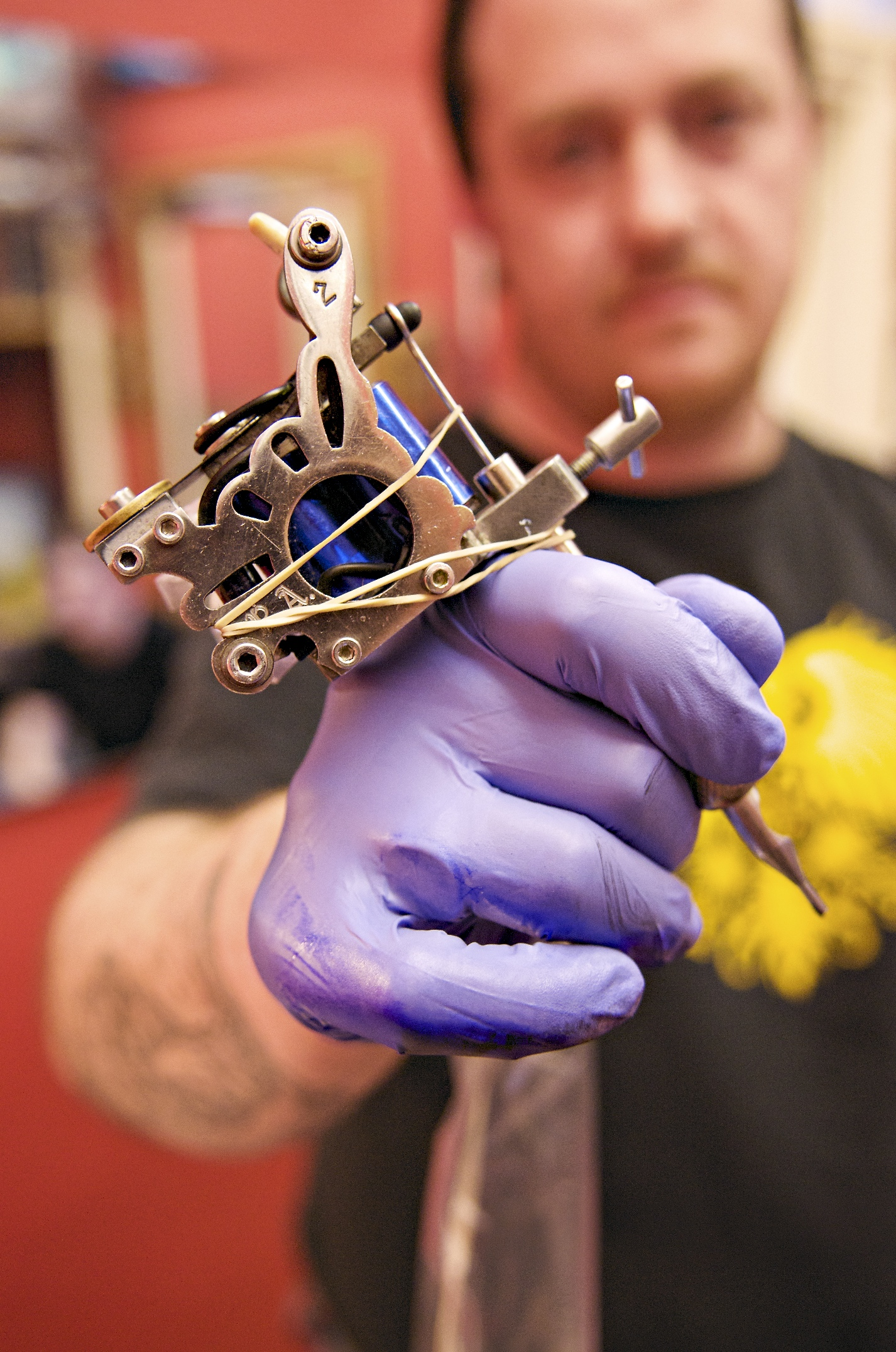
Apparecchio utilizzato per eseguire tatuaggi.

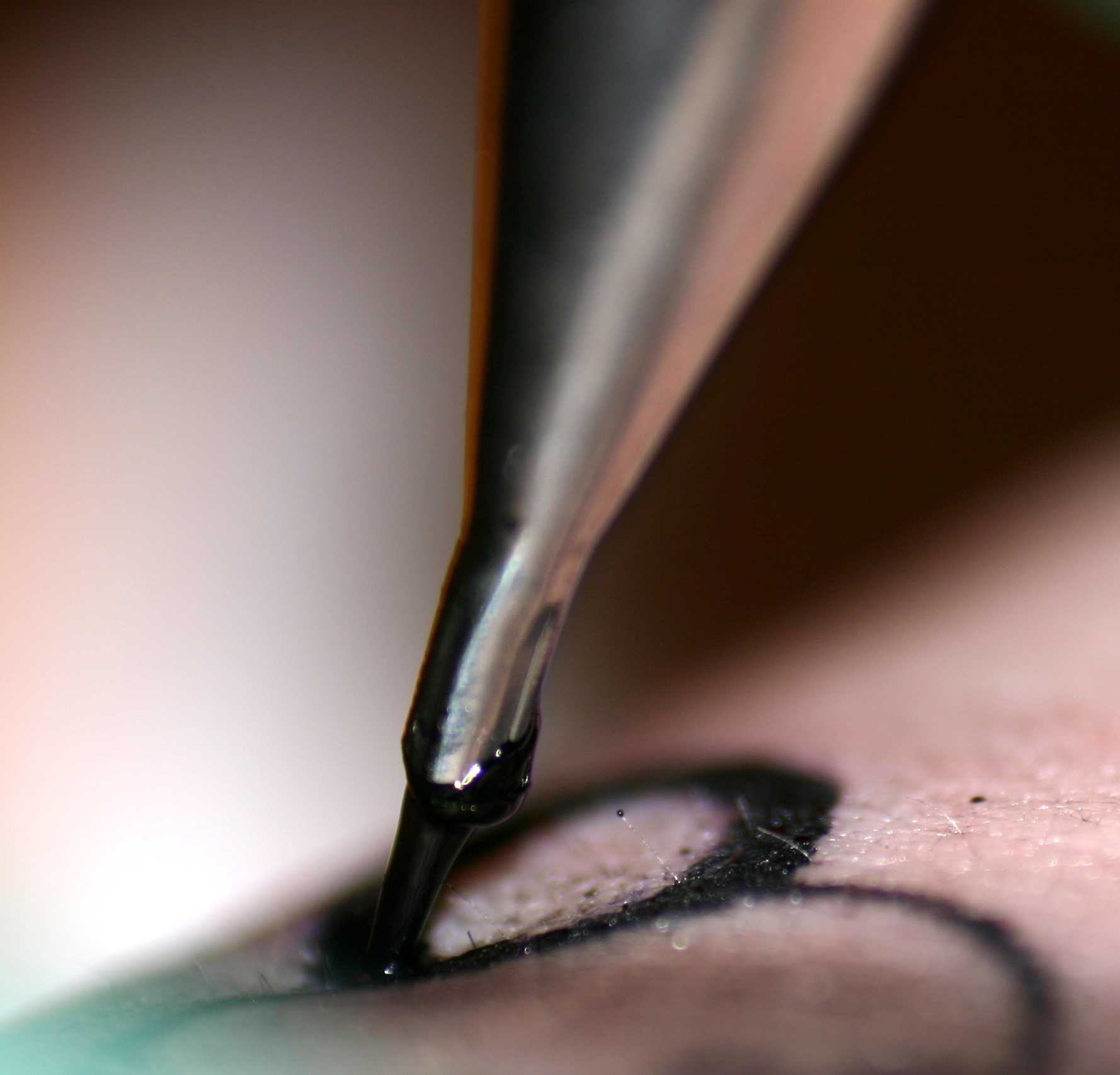
Esecuzione di un tatuaggio.

I giapponesi, con la tecnica detta tebori, usano sottili aghi metallici e pigmenti, adesso di molti colori, ma che in origine erano rosso, giallo e indaco, oltre al nero in varie gradazioni, e introducono nella pelle sostanze di natura chimica diversa e di colore diverso.
La tecnica giapponese prevede che gli aghi, fissati all'estremità di una bacchetta di bambù, che viene fatta scorrere avanti e indietro (di forma simile a un sottile pennello), siano fatti entrare nella pelle obliquamente, con minor violenza rispetto alla tecnica polinesiana, ma comunque in modo abbastanza doloroso.
In Thailandia e Cambogia è in uso una tecnica, simile a quella giapponese, nella quale vengono utilizzate una diversa posizione delle mani del tatuatore e una bacchetta di lunghezza maggiore. L'angolo di introduzione degli aghi nella pelle è meno obliquo rispetto alla tecnica giapponese, ma il movimento della bacchetta è meno vigoroso.
Il tatuaggio occidentale viene invece eseguito tramite un dispositivo elettrico, che presenta fissati degli aghi in numero vario a seconda dell'effetto desiderato; il movimento della macchinetta permette l'entrata nella pelle degli aghi, i quali depositano il pigmento nel derma.
Tra le sostanze più usate ci sono il cinabro (usato per il rosso), il cromossido (per il verde) e il cobalto (per il blu).

### Permanenza e tecniche di eliminazione del tatuaggio
Il pigmento semi-solido dei tatuaggi viene incorporato dalle cellule del derma della pelle, che lo trattengono in modo permanente. Il trattamento più diffusamente usato per la rimozione dei tatuaggi è di tipo chirurgico, mentre quello coi migliori risultati è l'eliminazione totale tramite laser, che tuttavia presenta molto spesso dei costi esorbitanti. Il laser vaporizza solo le cellule cutanee colorate, non facendo sanguinare e non provocando dolore; con questo metodo non restano cicatrici, ma il nuovo strato di pelle potrebbe rimanere di colorazione diversa. Trattamenti alternativi possono essere:
- la dermoabrasione (un metodo molto aggressivo perché raschia via la pelle da 1 mm a 2 mm di spessore se il colore è penetrato in profondità), che rischia di lasciare cicatrici visibili;
- la crioterapia;
- il peeling chimico profondo con acido tricloroacetico (TCA) a concentrazioni > 35%, a seconda della posizione e del tipo di pelle;
- l'elettrodermografia, recente tecnica di rimozione del colore per sostituzione di vecchi tatuaggi per mezzo di un elettrodermografo, macchinario che utilizza la corrente ad alta frequenza per la disgregazione dei pigmenti contenuti nella pelle;
- il cosiddetto "cover-up", ovvero la sovrapposizione al vecchio tatuaggio indesiderato di un nuovo soggetto (solitamente leggermente più grande e più elaborato del vecchio), eseguito da un professionista riconosciuto.

### Tatuaggio con finalità medica
Il tatuaggio (o dermopigmentazione) con finalità medica ha lo scopo di ripristinare l'aspetto di una cute sana in caso di condizioni patologiche della cute oppure viene utilizzato come complemento agli interventi di chirurgia ricostruttiva. I casi più frequenti sono:
- Ricostruzione dell'areola e del capezzolo, a seguito di mastectomia ("trucco permanente")[10];
- Tatuaggio endoscopico;
- Radioterapia Oncologica;
- Alopecia areata;
- Vitiligine[11]("trucco permanente");
- Camuoflage di cicatrici atrofiche e ipertrofiche e cheloidi ("trucco permanente")[11];
- Esiti cicatriziali di labiopalatoschisi ("trucco permanente")[11];
- Tatuaggio occhio, cornea;
- Ricostruzione delle ciglia e sopracciglia tramite il Permanent MakeUp ("trucco permanente");

Il tatuaggio (o dermopigmentazione) con finalità medica, non avendo alcun fine terapeutico, è attività propria dell'estetista, così come stabilito anche dal Consiglio di Stato con sentenza n. 04732/2021 del 18/06/2021 che ha annullato la nota circolare del Ministero della Salute n. 0014138-15/05/2019-DGPRE-MDS-P, la quale vietava all'estetista di eseguire il tatuaggio dell'areola capezzolo. La verificazione dell'Istituto Superiore di Sanità ha chiarito che il tatuaggio dell'areola capezzolo non è terapeutico.
Attualmente il Servizio Sanitario Nazionale (SSN) fornisce, attraverso i Livelli essenziali di assistenza, tra le prestazioni di assistenza specialistica ambulatoriale, anche il tatuaggio della cornea e il tatuaggio per pigmentazione del Complesso Areola-Capezzolo. Queste procedure presentano il vantaggio di evitare altre tecniche ricostruttive chirurgiche più costose e non generano cicatrici, contribuendo al benessere psico-fisico del paziente.
Il tatuaggio con finalità estetiche, ad esempio il trucco permanente per le sopracciglia, della palpebra e del contorno labbra, è rivolto a persone allergiche al trucco convenzionale o a pazienti oncologici che, a seguito delle terapie cui sono sottoposti, hanno come conseguenza la caduta di capelli e delle sopracciglia.
In genere, il tatuaggio con finalità medica costituisce una fase della procedura medica, che interviene a valle del percorso diagnostico-terapeutico. Nonostante ciò, non esistono linee guida cliniche o protocolli diagnostico-terapeutici che lo regolamentino. Succede a volte che tali tatuaggi con finalità mediche vengano effettuati al di fuori delle strutture ospedaliere o specialistiche ambulatoriali, da personale non medico o comunque non qualificato specificamente.

### Motivazioni sociali e antropologiche
Il tatuaggio evoca sicuramente un'ampia gamma di reazioni. Nessuno di noi può infatti evitare lo sguardo e i pensieri di tutte le persone con le quali quotidianamente convive. Sicuramente possiamo essere disinteressati dell'opinione altrui, ma non possiamo cancellare il fatto che facciamo parte di un gruppo, piccolo o grande che sia, siamo comunque parte di una società. Le motivazioni per cui oggi ci si tatua sono molto distanti da quelle che per mezzo del tatuaggio contrassegnavano l'individuo come membro o non membro di una determinata tribù. Tali forme artistiche erano non solo espressioni per celebrare l'io individuale o il proprio corpo ma avevano legami più intimi relativi a convinzioni religiose, spirituali e magiche. In questi casi però molto spesso l'individuo non era libero né di decidere di essere “marchiato” o meno, né tantomeno di scegliere i motivi decorativi.
La tribù Dinka nel Sudan meridionale, in cui le giovani donne sono obbligate a sottoporsi ad alcuni riti che marcano ogni tappa della loro vita: dalla fertilità al matrimonio, dalla maternità alla menopausa. Esse vengono segnate fin dalla loro giovinezza dalla terribile pratica della clitoridectomia e dalla scarificazione. 

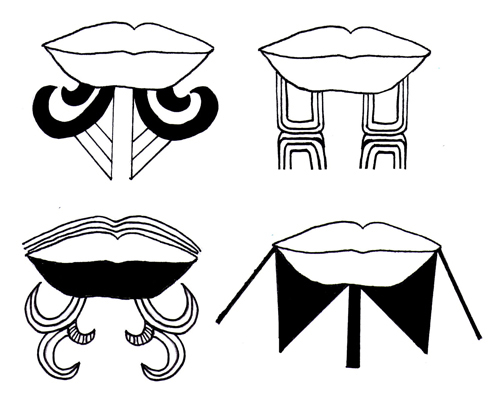
Moko, caratteristico tatuaggio delle tribù Maori.

Le donne della tribù Kayan , originarie sella birmania ora in parte rifugiatisi in Thailandia, sono conosciute con lo pseudonimo di "Kayan#Le donne giraffa", appellativo dovuto alle modifiche fisiche provocate dalla caratteristica spirale di ottone indossata fin dall'infanzia, a partire dall'età di cinque anni. Crescendo, la spirale viene ciclicamente sostituita con altre di dimensioni sempre maggiori, fino a che la pressione che essa esercita sul corpo non provoca un progressivo slittamento della clavicola e una conseguente compressione della gabbia toracica. Pertanto, diversamente da quanto ritenuto, non è il collo a subire un allungamento, bensì le spalle a scendere. L'illusione ottica è creata dalla deformazione della clavicola, soprattutto nei soggetti più anziani, dove le spirali di ottone possono contare fino a venticinque anelli.Nessuna donna Kayan si priva di questa spirale ornamentale per tutta la propria esistenza, tuttavia questa eventualità è prevista come punizione in caso di adulterio. Una pena resa ancora più pesante laddove la donna, se privata della propria spirale, sarebbe costretta a vivere perennemente sdraiata come un'invalida; Alcune donne, oltre alle spirali al collo, ne portano anche alle gambe. Un altro soprannome che viene loro attribuito è "donne cigno",
Come per il tatuaggio anche per il piercing sin dagli albori delle società possedettero delle caratteristiche, che vanno ben oltre il semplice desiderio di decorarsi. Per esempio il piercing nella medicina ayurvedica Nadi (yoga), così anche come nell'agopuntura nella Medicina tradizionale cinese, si segue per ogni foro la mappa di alcuni punti ben precisi Meridiani (MTC), per cui ogni perforazione è finalizzata espressamente a stimolare una determinata reazione. Le donne dell'India in età fertile, indossano un anello al naso, solitamente alla narice sinistra, poiché la narice è associata con gli organi riproduttivi femminili nella medicina ayurvedica, (mentre in stati confinanti come il Bangladesh,il Butan, Nepal ,il Pakistan), il setto viene perforato durante il matrimonio a significare l'appartenenza al proprio sposo . 
Se il tatuaggio ad ago e il piercing rientrano nella categoria delle pratiche invasive, il bodypainting può essere collocato nella categoria delle decorazioni temporanee.
Fra gli aborigeni australiani il bodypainting è utilizzato per assolvere ad una funzione rituale. È proprio la scelta individuale che rende le pratiche tribali molto lontane dal mondo occidentale, la totale libertà di scelta su quando, dove e come applicare il marchio scinde le due culture. Ad esempio i tatuaggi sul viso e sul collo sono molto rari nel mondo urbanizzato, oltre ad essere zone particolarmente dolorose, vi sono motivi sicuramente più forti, come i motivi psicologici e sociali che spingono a lasciare pulite queste parti, in quanto sono continuamente esposti allo sguardo degli altri. Nuovamente ci troviamo però a ricorrere ad un'eccezione di tipo tribale. Infatti tra gli uomini Maori è molto diffuso il Moko Maori. Esso è un disegno personalizzato, creato individualmente e pensato nei minimi dettagli per adattarsi sia alla fisionomia, sia al carattere dell'uomo Maori che lo indosserà a vita. Per quanto riguarda le donne invece, esse sul mento portano un tatuaggio di tradizione familiare, è un po' come aver scritto il proprio cognome, o aver il simbolo del proprio stemma di famiglia. Tra queste popolazioni i tatuaggi sul volto costituiscono un profondo linguaggio simbolico. Stessa cosa la possiamo individuare nelle gang metropolitane, in cui i marchi di riconoscimento rappresentano contemporaneamente sia un rito di iniziazione, sia un simbolo di chiara appartenenza, basta pensare alle più famose gang americane, il Barrio 18th e Mara Salvatrucha 13°.
Nei tatuaggi tradizionali appartenenti al popolo curdo e agli Yazidi, conosciuto come Deq, può avere significati diversi a seconda della collocazione, tra cui puro ornamento, protezione spirituale e affiliazione tribale. Sulle donne si trova di solito su viso, collo, piedi, mani e, in misura minore, sul seno e vicino ai genitali. Si ritiene che il deq facciale allontani gli spiriti maligni, garantisca buona salute e fertilità. Esistono regole per l'uso del deq e le donne divorziate o che hanno dato alla luce bambini nati morti non possono essere tatuate.
In Anthropologie structurale Claude Levi Strauss descrive come l'uomo fin dall'antichità abbia sentito l'impulso di abbellire non solo gli oggetti intorno a sé, ma soprattutto il proprio corpo. A conferma di tale tesi vi sarebbe il ritrovamento di alcuni utensili di epoca preistorica che si pensa fossero stati utilizzati per praticare un tatuaggio. Il Body painting, la scarificazione e il tatuaggio, sono da considerarsi arti antichissime, nate allo scopo non solo di soddisfare un impulso individuale, bensì un impulso con connotazioni e risvolti sociali, tanto da poter parlare di atto sociale primitivo. Nel ‘900 però nelle società occidentali il tatuaggio non viene più considerato espressione di arte e di libertà, ma viene associato ad un disordine morale. Il tatuaggio inizia a dilagare tra i ceti più bassi: malavitosi, carcerati e marinai, tanto da diventare un vero e proprio simbolo di appartenenza alla criminalità.
È solo con gli anni '60-80 con il dilagare della controcultura che il tatuaggio affascina chi sceglie di stupire e porsi in alternativa alla mentalità comune, ricordiamo i punk e i bikers per i quali era espressione di ribellione e rabbia. Tornando ai motivi per cui ci si tatua sembra ci sia un'apertura verso un'epoca più aperta ai cambiamenti, un'epoca molto più ricettiva. Oggi si sceglie come autentica celebrazione dei propri gusti e del proprio modo di essere, oltre che manifesto dei propri personali eventi di vita. Il tatuaggio può essere considerato come una cicatrice del proprio sentire. Oggi ci si tatua per tirare fuori quello che si ha dentro trasformando il proprio corpo come strumento di comunicazione, vi è una sorta di riappropriazione di esso. Il tatuaggio come è stato riportato sopra, è stato utilizzato con finalità diversissime, e ancor più vari sembrano essere i motivi che hanno contribuito allo sviluppo di questa antichissima pratica.

## Principali stili

### Old school o tradizionale
I tatuaggi "old school" sono caratterizzati da soggetti semplici dalle linee nette e decise, dall'uso massiccio del nero e dalla colorazione piatta. I soggetti dei tatuaggi "old school" sono quelli della tradizione europea e americana: rose, pugnali, cuori, pin up e simbologie marittime come sirene, ancore e navi.

### New school
I tatuaggi new school si rifanno alla "vecchia scuola" ma esasperandone le caratteristiche, quindi linee ancora più grosse e colori super luminosi. Un caso particolare sono le pantere nere. Per anni uno dei classici della tradizione americana, sono state per un periodo considerate simbolo di maschilismo e machismo e pertanto boicottate da una parte del mondo del tatuaggio. Ultimamente in concomitanza della nascita del genere new school vi è stata una riabilitazione ed è facile vedere delle reinterpretazioni del genere.

### Realistico
I tatuaggi "realistici" sono copie della realtà; possono riprodurre ambienti, oggetti, animali e addirittura ritratti di persone e volti. Questo genere di tatuaggio è caratterizzato dall'assenza di linee di contorno e dalla lavorazione delle sfumature su più livelli di colore, questo per garantire all'immagine una verosimiglianza.

### Tribale
Tribale new style è il nome che viene dato a quella categoria di tatuaggi, il cui pioniere è il tatuatore Leo Zulueta, che si è affermata a partire dai primi anni novanta e che si basa sui tatuaggi tradizionali degli indigeni delle varie isole del Pacifico (Samoa, Isole Marchesi, Hawaii), dei Dayak del Borneo, dei Maori della Nuova Zelanda e dei Nativi Americani.
Lo stile tribale è caratterizzato da disegni astratti, formati da linee dalla silhouette molto marcata, di solito riempiti totalmente di nero. Spesso i disegni vengono effettuati in maniera tale da enfatizzare le linee naturali del corpo e della muscolatura. È altrettanto diffuso l'utilizzo di linee molto intricate e con disegni geometrici ripetuti che rappresentano la reinterpretazione di flora e fauna o elementi naturali, specialmente fuoco, aria e acqua.
I tribali tradizionali invece differiscono molto, sia graficamente, che come tecniche, in base ai vari popoli che lo usano.
Possono rientrare in questa categoria anche i cosiddetti "tatuaggi celtici", in cui il motivo si rifà allo stile grafico di quel popolo con spirali, trischele ecc.

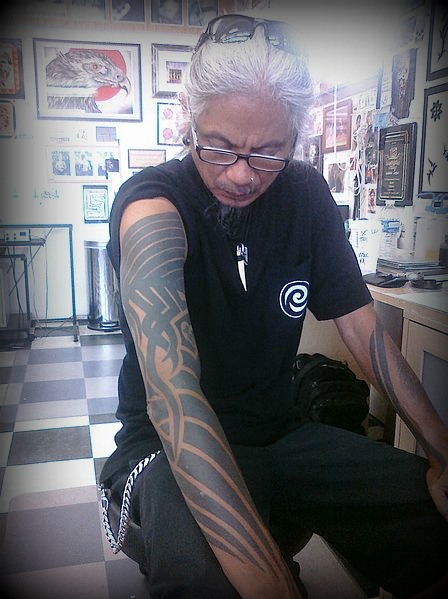
Leo Zulueta, il padre del tribale moderno (new style)
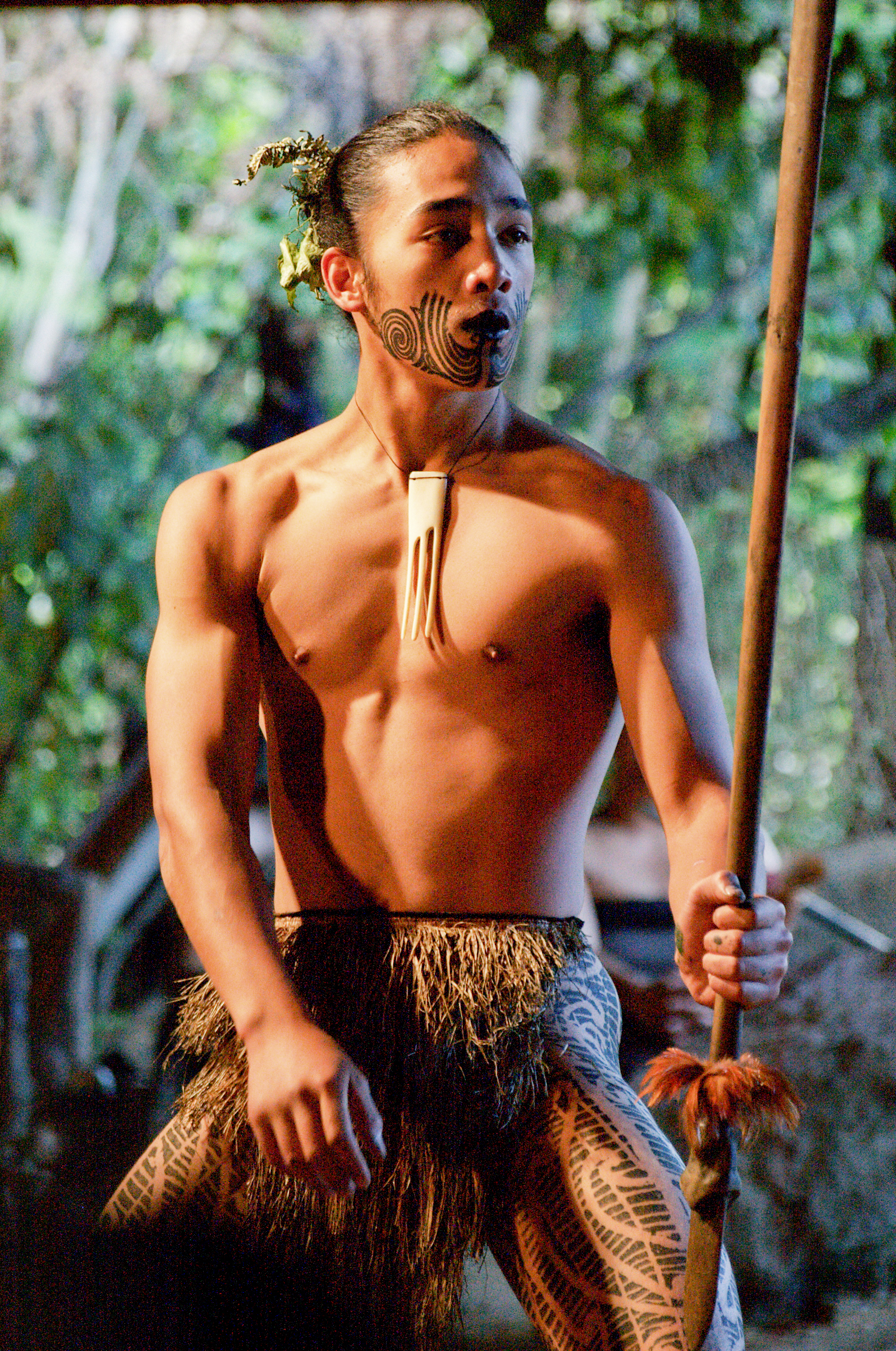
Giovane Maori con tatuaggi tipici
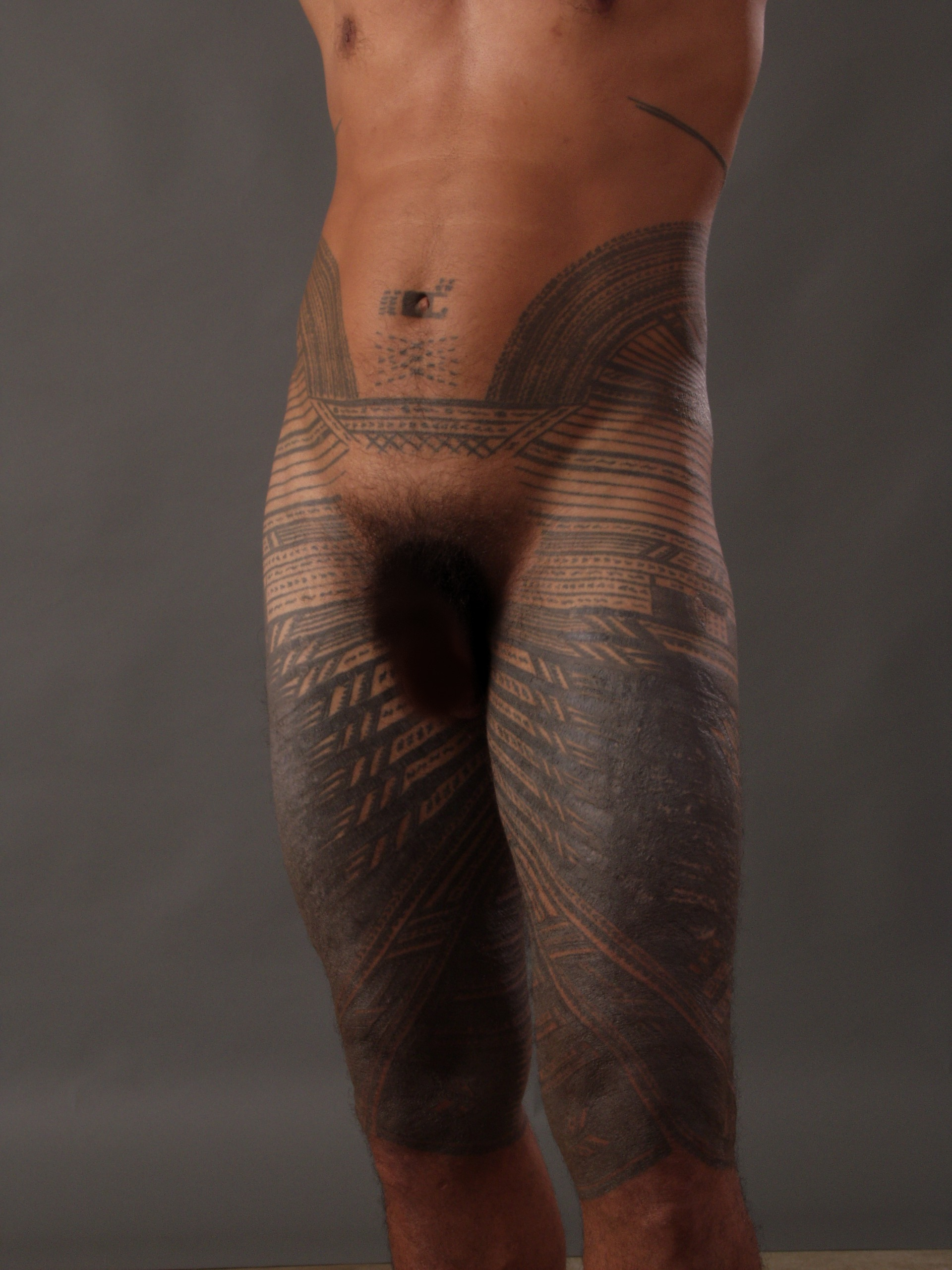
Tatuaggio samoano

### Giapponese

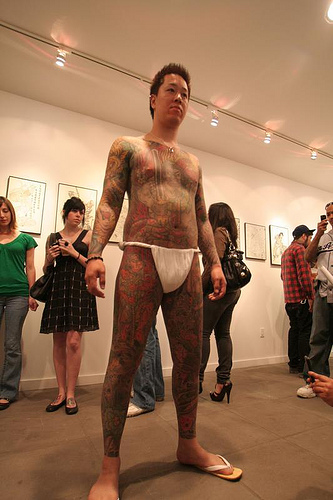
Horimono del maestro Horiyoshi III di Yokohama

In giapponese i tatuaggi sono chiamati irezumi (入墨? ireru "inserire", sumi "inchiostro nero") o horimono (彫物? horu "inscrivere" mono "qualcosa"); la tecnica tradizionale giapponese è detta tebori (手彫り? "inscrivere con le mani"). L'irezumi, in origine, era praticato come mezzo punitivo, come pena per criminali che si macchiavano di reati minori, come furto, frode ed estorsione, ed era in contrapposizione con il tatuaggio a scopo decorativo chiamato gaman (我慢? "sopportazione") infatti, ancora oggi gli horishi, ovvero i maestri tatuatori, chiamano il tatuaggio Horimono. La nascita della cultura borghese, che iniziava ad essere più istruita, a partire dal XIX secolo, ha fatto evolvere il tatuaggio giapponese con disegni e stili unici che prendevano spesso spunto dalle decorazioni dei kimono, dagli abiti dei samurai, o da abiti da cerimonia. L'irezumi ha la caratteristica di coprire gran parte della superficie del corpo, anche se in genere sono escluse mani, piedi e testa. Il tatuaggio horimono nella sua forma attuale si è sviluppato a fine Ottocento e ha subito fasi alterne di popolarità, essendo stato proibito e riammesso nella legalità più volte; era una decorazione tipica di quella fascia della società giapponese chiamata ukiyo (浮世? "mondo fluttuante"), che comprendeva prostitute, giocatori d'azzardo, malviventi, piccoli commercianti, attori kabuki, ma soprattutto era diffuso tra i pompieri, i bakuto, predecessori degli attuali Yakuza, e i lavoratori di fatica; presso la classe "alta" e i samurai era molto raro trovarne esempi. I più classici disegni del tatuaggio tradizionale giapponese sono:
- i dragoni;
- i fiori di ciliegio, simbolo della trascendenza ed evanescenza della vita umana;
- Fudomyo-O, versione giapponese della divinità buddista Acalanatha, versione furiosa del Budda;
- Karajishi, raffigurazione stilizzata e mitologica del leone;
- le carpe koi, simbolo di perseveranza e coraggio;
- maschere han'nya, ovvero maschere demoniache usate nel teatro nō giapponese;
- hebi, il serpente
- caratteri di scrittura bonji, che vengono utilizzati nel buddismo esoterico giapponese;
- ideogrammi;
- versetti, citazioni o intere parti di sutra buddisti;
- uccello hou-ou, simile alla fenice occidentale;
- Qilin o Kirin, creatura mitologica con valore di portafortuna;
- kiku, fiori di crisantemo;
- botan, fiori di peonia;
- Hasu, fiore di loto;
- Kannon, divinità buddhista
- Personaggi di leggende del folklore, come Kintarou
- raffigurazioni tratte dalle stampe ukiyo-e, soprattutto i protagonisti dei 108 Suikoden, romanzo di origine cinese.

Questi temi vengono spesso abbinati secondo combinazioni classiche: ad esempio il dragone viene di solito raffigurato insieme al crisantemo, il leone viene tatuato solitamente insieme alla peonia (creando così un abbinamento classico dal nome "karajishi no botan"), le maschere han'nya vengono preferibilmente abbinate a serpenti, al il rotolo di sutra, oppure a fiori di ciliegio o momiji, le foglie di acero. La composizione con varie maschere, tratte dal teatro nō, abbinate a fiori di ciliegio o momiji, viene chiamata Menchirashi.

### Black 'n' Grey
Il Black‘n’grey (nero e grigio) è uno stile di tatuaggio che utilizza solo inchiostro nero in diverse tonalità. Si pensa che questo stile di tatuaggio abbia avuto origine dalle prigioni negli anni '70 e '80 e successivamente sia stato reso popolare nei negozi di tatuaggi. Per questo motivo il nero e grigio è a volte indicato come "prigione"  o "stile comune". Nelle carceri i detenuti avevano un accesso limitato ai materiali necessari, quindi ricorrevano a corde di chitarra come aghi e cenere di sigaretta o inchiostro di penna come colore. Costruivano macchine per tatuaggi improvvisate che venivano alimentate usando i piccoli motori disponibili nei lettori di cassette. Le carceri generalmente proibiscono ai detenuti di tatuarsi, quindi è probabile che questi vengano eseguiti in segreto. Durante la fine degli anni '70 e l'inizio degli anni '80, lo stile prigione divenne popolare nei negozi di tatuaggi e fu ribattezzato "nero e grigio". Si pensa anche che abbia avuto origine dalla cultura chicano o cholo a Los Angeles .
In genere il lavoro del tatuaggio in bianco e nero viene prodotto diluendo l'inchiostro nero con acqua distillata in proporzioni variabili per creare un "lavaggio" che si traduce in tonalità più chiare.  Le tonalità di grigio possono essere prodotte anche mescolando piccole quantità di inchiostro nero con inchiostro bianco, che produce un risultato più denso ma più luminoso e richiede un'applicazione più lenta.  L'ombreggiatura è in genere una componente importante per questi tipi di tatuaggi poiché svaniranno per un periodo di anni senza forti tonalità di nero, che forniscono contrasto e consentono al tatuaggio di risaltare. Si ritiene che i tipi sottili di ombreggiatura in nero e grigio richiedano un alto livello di abilità e illustrano la professionalità nel settore.
La tecnica del black ‘n’ grey è impiegata in vari tipi di tatuaggi: i tatuaggi chicano classici e i ritratti fotorealisticii, poiché resistono al deterioramento meglio dei ritratti a colori.
Gli artisti maggiori rappresentanti in Italia dello stile black 'n' grey sono: Antonio Macko Todisco, Ivano Natale, Matteo Pasqualin e Simone Web.

### Chicano
Il tattoo chicano nasce nei sobborghi americani abitati dai messicani, grazie a una sub-cultura ispanica che inizia a tatuarsi come segno distintivo, i Pachuco - seguiti poi da molte altre sub-culture. Il termine chicano o chicana, inizialmente usato come insulto, è stato rovesciato in orgoglio di identità dal Movimento Chicano degli anni ‘60.
Si tratta, nello specifico, di un tatuaggio realistico che, però, ha anche altre caratteristiche che lo rendono unico nel suo genere.
Lo stile di tatuaggio Chicano è una forma di comunicazione non verbale esposta in maniera romantica, passionale, forte. I due macrotemi dei tattoo chicani sono il mondo religioso cattolico e il mondo delle gang. Se proprio dobbiamo trovare un tratto comune a questo tipo di tatuaggio, più che le parti del corpo tatuate (pressoché tutte), sono le grosse dimensioni: deve essere un tatuaggio visibile, il messaggio deve essere ben chiaro a chi guarda.
Per quanto riguarda il mondo della religione, i soggetti più frequenti (oggi come allora) sono: mani in preghiera, Cristi, Madonne (spesso combinati tra loro con esiti artistici davvero notevoli). Questo tipo di raffigurazioni esprimono, come già detto in precedenza, la forte credenza religiosa, ma sono anche simboli di protezione in terra e di redenzione in punto di morte.
I tatuaggi della cosiddetta area della vida loca raccontano appunto la vita di strada, rappresentata in scene anche molto cruente e dannatamente realistiche. La scritta Laugh now, cry later è uno dei più diffusi e ben descrive le condizioni di precarietà in cui si trovano gli ispanici in alcuni ghetti.
Molto importanti sono anche i tattoo che raffigurano momenti cruciali della propria vita e membri della propria famiglia: padri, madri, sorelle, zii, nonni e altri ancora sono dei soggetti che ben esprimono il profondo legame di sangue tra parenti, importantissimo per questa cultura.
La cultura chicano affonda le sue radici in quella che viene definita l’America precolombiana; ebbene, questa categoria di tatuaggi è una delle più in voga tra i tattoo chicani, con dei simboli precolombiani rappresentati insieme ai guerrieri aztechi, divinità mesoamericane, piramidi, e in generale tutti quei simboli che vengono rappresentati, fieramente, dalla cultura ispanoamericana.

### Biomeccanico
Ispirato ai lavori di Hans Ruedi Giger, questo tipo di tatuaggio ha avuto il suo momento di gloria negli anni ottanta e nei primi anni novanta.
I tatuaggi biomeccanici di solito rappresentano creature composte da organi o membra umane fusi indissolubilmente con parti meccaniche.

### Lettering
Stile di tatuaggio in cui delle parole o frasi sostituiscono o integrano i disegni. Di solito vengono scritti il nome del proprio partner, dei genitori, frasi di canzoni, messaggi politici o motti di varia natura.

### Trash Polka
Il trash polka è uno stile di tatuaggio caratterizzato da soggetti realistici e decorazioni, tra cui campiture e lettering, eseguite in nero o rosso. Sviluppatosi in Germania alla fine degli anni novanta, è uno stile particolarmente d'impatto ancora molto in voga.

### Genitale
Anche se i tatuaggi, in generale, hanno avuto un aumento di popolarità soprattutto nella parte occidentale e tra i più giovani, i tatuaggi genitali sono ancora relativamente rari. Ci sono diverse ragioni probabili per questo: la zona genitale è sensibile, spesso non è visibile al pubblico e di solito è coperta da peli. Alcuni tatuatori inoltre rifiutano di eseguire tatuaggi in queste zone per una serie di motivi. Ci sono molte ragioni per cui una persona potrebbe scegliere di avere i genitali tatuati e spesso la scelta è decorativa, per migliorare l'aspetto dei genitali o per completare altri disegni intorno alla zona genitale. Alcuni uomini incorporano il tatuaggio genitale nella creazione di un disegno del tatuaggio in modo tale che il pene diventa parte complessiva del disegno (ad esempio, come un "naso" di un volto tatuato o come la ''proboscide" di un elefante). Anche le donne si fanno tatuare le parti intime. Alcune persone, pesantemente tatuate, scelgono di avere i loro genitali e le regioni anali tatuate per completare il lavoro che hanno su gran parte dei loro corpi. Quasi l'intera regione genitale sia maschile che femminile può essere tatuata, come la regione pubica, il pene, il glande, la pelle dello scroto, le labbra della vagina e l'ano.

### Sneakers
Nell'ambito dei tatuaggi si indica con sneakers le decorazioni che raffigurino scarpe, loghi di produttori o richiamino in qualche modo le scarpe da ginnastica
.
Viceversa artigiani o anche tatuatori hanno sfruttato la moda per creare modelli di scarpe che richiamino i tatuaggi, come pure produttori industriali.

## Rischi sanitari

### Epidemiologia
L'Istituto superiore di sanità ha pubblicato la prima indagine epidemiologica sul tatuaggio nel settembre 2015. Secondo l'indagine, condotta su un campione rappresentativo della popolazione, il 12,8% della popolazione italiana (quasi sette milioni di persone) sono portatori di tatuaggio. Di queste solo lo 0,5% ha effettuato il tatuaggio con finalità mediche.
Secondo i dati dell'Istituto superiore di sanità:
- il primo tatuaggio viene effettuato circa a 25 anni, ma il numero maggiore di tatuati riguarda la fascia d'età tra i 35 e i 44 anni (29,9%). Circa 1 500 000 persone invece hanno tra i 25 e i 34 anni. Tra i minorenni la percentuale è pari al 7,7%;
- la maggior parte è soddisfatta del tatuaggio (il 92,2%), ma risulta comunque piuttosto elevata (17,2%) la percentuale di tatuati che hanno invece dichiarato di voler rimuovere il proprio tatuaggio, e di essi il 4,3% l'ha già fatto;
- gli uomini preferiscono tatuarsi braccia, spalla e gambe, mentre le donne soprattutto schiena, piedi e caviglie;
- il 22% di chi si è rivolto a un centro non ha firmato il formale consenso informato, non è nota però la percentuale di chi ha espresso un reale consenso dopo aver ricevuto una reale informazione. È da tener presente che, nei minori, il consenso per il tatuaggio deve essere ottenuto dai genitori. In generale, sembra, che solo il 58,2% degli intervistati sia informato sui rischi: la percezione sui rischi considerati più frequenti riguarda le reazioni allergiche (79,2%), l'epatite (68,8%) e l'herpes (37,4%). Soltanto il 41,7% è adeguatamente informato sulle controindicazioni alla pratica del tatuaggio.
- il 3,3% dei tatuati dichiara di aver avuto complicanze o reazioni: dolore, granulomi, ispessimento della pelle, reazioni allergiche, infezioni e pus. Il dato però appare sottostimato. In tutti questi casi, solo il 12,1% si è rivolto a un dermatologo o al medico di famiglia (il 9,2%) e il 27,4% si è rivolto al proprio tatuatore, mentre più della metà (il 51,3%) non ha consultato nessuno.

### Controindicazioni
- Malattie della pelle
- Nei o altre lesioni pigmentate nell'area da tatuare
- Predisposizione ad allergie
- Fotosensibilità
- Disturbi della coagulazione o tendenza a emorragie
- Diabetico
- Anomalie cardiache
- Condizioni immunosoppressive o malattie che predispongono alle infezioni
- Gravidanza e allattamento

### Rischio infettivo
Un tatuaggio può essere complicato da infezioni batteriche o virali quali l'epatite B e C, il tetano, l'AIDS, e le infezioni cutanee da stafilococco. Essendo infatti il tatuaggio sostanzialmente una ferita da abrasione, esiste un concreto rischio di infezione durante la fase di guarigione, se non si presta la dovuta attenzione alla cura e igiene della zona tatuata. Gli studi di tatuaggio vengono altresì controllati regolarmente anche per evitare l'utilizzo di inchiostri non autorizzati. Nel 2009 infatti ci fu un allarme negli USA per il possibile impiego di inchiostri contenenti O-Toluidina, ovvero 2-Nitroanilina, composti appartenenti alle ammine aromatiche, sostanze aventi proprietà cancerogene.

### Reazioni allergiche
Le reazioni allergiche ai pigmenti contenuti nei colori sono rare, eccetto per alcuni tipi di rossi (cinabro, composto del mercurio) e verdi. La pelle di persone allergiche ad alcuni metalli può reagire ai pigmenti gonfiandosi, con prurito. La reazione allergica più grave, anche se rara, è lo shock anafilattico nei soggetti ipersensibili.
Vi sono anche rari casi di rigetto dell'inchiostro, con conseguente danneggiamento estetico permanente della zona interessata, sarebbe quindi buona norma sottoporsi a test specifici prima di tatuarsi, almeno per la prima volta.

### Trattamento post-esecuzione del tatuaggio
Il trattamento qui indicato è relativo ad un tatuaggio eseguito con materiale sterile e macchinette per tatuaggio.
La prassi di guarigione per un tatuaggio consiste normalmente nell'applicazione di un bendaggio, spesso direttamente nello studio del tatuatore, da rimuoversi dopo 1-3 ore per sciacquare, possibilmente con sapone neutro, eliminando il colore in eccesso. Da quel momento si consiglia di far prendere aria al tatuaggio e di coprirlo più volte al giorno con un sottilissimo velo di pomata lenitiva e protettiva. Anche la scelta del prodotto dipende dal consiglio del tatuatore ed è ancora largamente diffuso l'uso della vaselina e di creme idratanti o simili. Il tatuaggio deve essere lavato quotidianamente e guarisce completamente in 20-30 giorni.
Durante la prima settimana è raccomandata generalmente l'astensione dall'esposizione diretta ai raggi solari, dal praticare bagni in piscine pubbliche o in mare e dal rimuovere eventuali crosticine che possono venire a formarsi.

## Profili giuridici del tatuaggio
Il tatuaggio è una modificazione permanente del corpo umano: in quanto tale non è irrilevante per il Diritto. In via generale rientra nella previsione dell'art. 5 del Codice Civile. Tale norma di portata generale, risalente al 1943 e mai emendata, recita testualmente: "Gli atti di disposizione del proprio corpo sono vietati quando cagionino una diminuzione permanente delle integrità fisica o quando siano altrimenti contrari alla legge, all'ordine pubblico o al buon costume". Posto che il tatuaggio non ha come fine la diminuzione permanente dell'integrità fisica ma piuttosto l'ornamento del corpo, né è vietato da alcuna disposizione di Legge, è da intendersi attività generalmente lecita. La Suprema Corte di Cassazione ha nettamente escluso che l'esecuzione del tatuaggio sia attività sanitaria (Cassazione Sezione VI Penale 25 gennaio 1996 e 29 maggio 1996). In relazione al quesito se l'esecuzione di un tatuaggio possa integrare il reato di lesioni personali si osserva che ai sensi dell'art. 50 del Codice Penale il consenso dell'avente diritto vale come scriminante, nessun problema quindi per il tatuatore se il cliente può validamente decidere. Differente è il caso in cui un minore non emancipato richieda di essere tatuato. Posto che si tratta di persona che non può validamente disporre dei propri diritti (e, conseguentemente, prestare validamente consenso ex art. 50 Codice Penale) è bene che il tatuatore non esegua il tatuaggio senza una dichiarazione d'assenso di chi, genitori o tutore, esercita la potestà genitoriale sul minore. In tal caso è meglio che il tatuatore richieda il consenso in forma scritta. Secondo Giurisprudenza della Suprema Corte (Cassazione Sezione V Penale 17 novembre-14 dicembre 2005, nº 45345/2005) il tatuatore che, senza il consenso di chi esercita la potestà genitoriale, esegua un tatuaggio su richiesta di un minore, risponde del reato di lesioni personali volontarie. Non si tratta di una pronuncia della Cassazione a Sezioni Unite, peraltro è bene esigere sempre il consenso dei genitori.
Sotto il profilo civilistico, vale a dire per premunirsi da eventuali azioni per responsabilità contrattuale (ex art. 1218 Codice Civile) ovvero extracontrattuale (ex art. 2043 Codice Civile) il tatuatore dovrà seguire tutte le norme di condotta d'igiene e in punto informazione del cliente ben descritte nella sezione dedicata all'etica del tatuatore. È da ritenere che l'attività del tatuatore, nella maggior parte dei casi, abbia natura di lavoro autonomo ai sensi degli artt. 2222 e seguenti del Codice Civile.
È buona regola di prudenza assicurarsi sulla responsabilità civile conseguente alla propria attività di lavoratore autonomo, il tatuatore si accerti se le Compagnie Assicuratrici offrono contratti specifici per la propria attività.
Attualmente nessuna Legge statale italiana disciplina il tatuaggio, sebbene la materia sia stata già oggetto di una risoluzione del Consiglio d'Europa, cui dovrebbero uniformarsi le legislazioni dei singoli Stati.
La summenzionata risoluzione, a data 19 giugno 2003, raccomanda l'introduzione di una legislazione specifica sui prodotti destinati al tatuaggio permanente nonché di una disciplina amministrativa sulle Norme d'igiene da osservare. Attualmente, a livello di legislazione nazionale, consta che solamente il Belgio, la Francia e la Svizzera abbiano già legiferato sull'esercizio della professione di tatuatore. In relazione all'Italia non sussiste tuttora una Legge (ovvero Atto avente forza di Legge) statale che disciplini la materia. Alcune Regioni (Piemonte, Toscana) hanno peraltro disposto in materia nell'ambito della potestà legislativa preveduta dall'art. 117 della Costituzione. Tali Leggi peraltro dispiegano vigore solamente nell'ambito territoriale della Regione che ha legiferato. Infine è opportuno segnalare che i bandi di concorsi pubblici relativi a taluni settori del pubblico impiego (per esempio nelle forze dell'ordine) potrebbero indicare quale motivo d'inidoneità la presenza di tatuaggi non occultabili dalla uniforme, deturpanti ovvero ritenuti dalla Commissione Medica incaricata di valutare l'idoneità dei candidati indice di personalità abnorme. È evidentemente un'eco lontana delle teorie lombrosiane cui si è sopra accennato. Chi venga ritenuto inidoneo per tale motivo potrà, naturalmente, esperire ricorso giurisdizionale amministrativo nelle forme di Legge.
Il 20/02/2008, in ambito comunitario europeo, è stata pubblicata la Risoluzione ResAP (2008), che indica requisiti e criteri per la valutazione della sicurezza dei tatuaggi e del trucco permanente. La risoluzione regola le condizioni igieniche necessarie per la pratica del tatuaggio e del trucco permanente e la disciplina per l'etichettatura e la composizione dei prodotti per tatuaggio e trucco permanente; 
Contiene una lista di sostanze vietate negli inchiostri e un elenco di restrizioni per altri componenti. Esamina i rischi delle sostanze impiegate nella composizione degli inchiostri e l'obbligo di divulgazione dei rischi sulla salute che i tatuaggi e il trucco permanente possono comportare. In Italia la tutela del consumatore sui prodotti utilizzati è assicurata dal Codice del Consumo (DL.vo 6 settembre 2005, n. 206.) che rende cogente la ResAP(2008)1 e consente la sorveglianza su tutto il territorio nazionale.
Il quadro normativo italiano, relativo al settore dei tatuaggi e trucco permanente - in assenza come già detto di misure prescrittive specifiche - è limitato alle “Linee guida del Ministero della Salute per l'esecuzione di procedure di tatuaggio e piercing in condizioni di sicurezza” (Circolare del Ministero della Sanità del 5 febbraio 1998 n. 2.9/156 e Circolare del 16 luglio 1998 n. 2.8/633). Le citate Circolari ministeriali prendono in considerazione i rischi di trasmissione di infezioni causate da patogeni a trasmissione ematica oltre che di infezioni cutanee ed effetti tossici dovuti alle sostanze utilizzate per la pigmentazione del derma. Le misure, riportate, da applicare per il controllo del rischio sono: norme igieniche generali; misure di barriera e precauzioni universali; nonché misure di controllo ambientali.

## Tatuaggio criminale
Un tatuaggio criminale è un tatuaggio usato nell'ambito criminale per identificare il ruolo del membro in un'organizzazione o per far conoscere la sua storia, le sue abilità, fino a poter sviluppare anche un codice di significati.
Il sistema di codici può essere davvero complesso a causa della natura di ciò che viene codificato. Per questo, esso può non essere del tutto comprensibile ai profani.

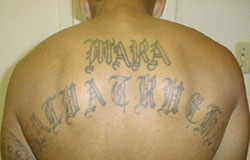
Tatuaggio della banda transnazionale originaria di Los Angeles Mara Salvatrucha

Per converso, quando i disegni sulla pelle sono stati esibiti come "prova" dell'appartenenza ad un'associazione criminale, organizzazioni di difesa dei diritti umani e familiari hanno lamentato il bias cognitivo sottostante: i tatuaggi possono essere il risultato di processi psicologici interni autonomi, tra cui il desiderio di esprimere l'identità personale, segnare eventi significativi o affermare l'autonomia sul proprio corpo. Tuttavia, la percezione sociale dei tatuaggi può portare a esperienze di stigmatizzazione o discriminazione, influenzando l'autostima e l'immagine di sé dell'individuo tatuato: questa consapevolezza è fondamentale per promuovere una comprensione più equa e meno pregiudizievole delle scelte individuali legate alla modificazione corporea.

## Galleria d'immagini

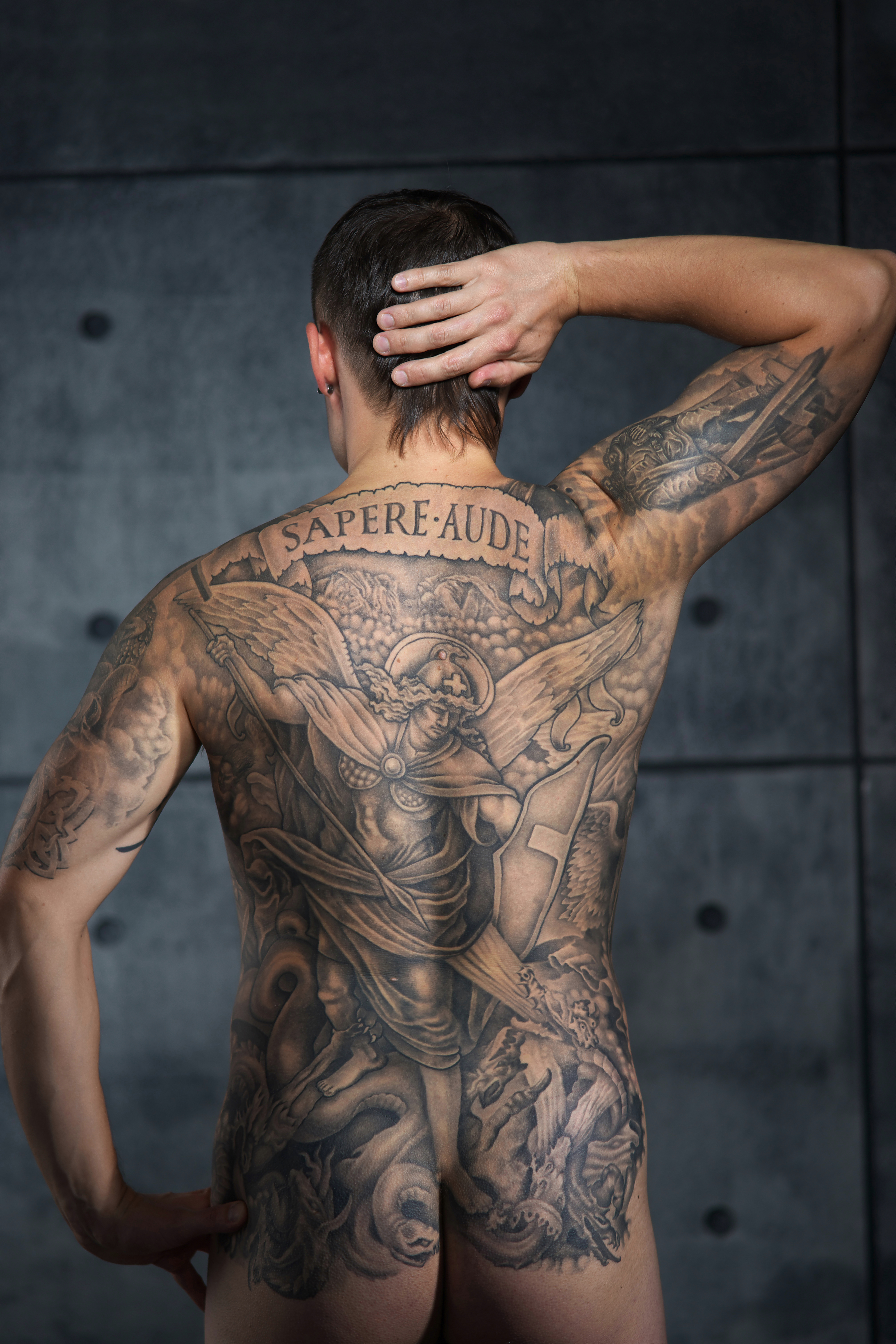
Tatuaggio su tutta la schiena
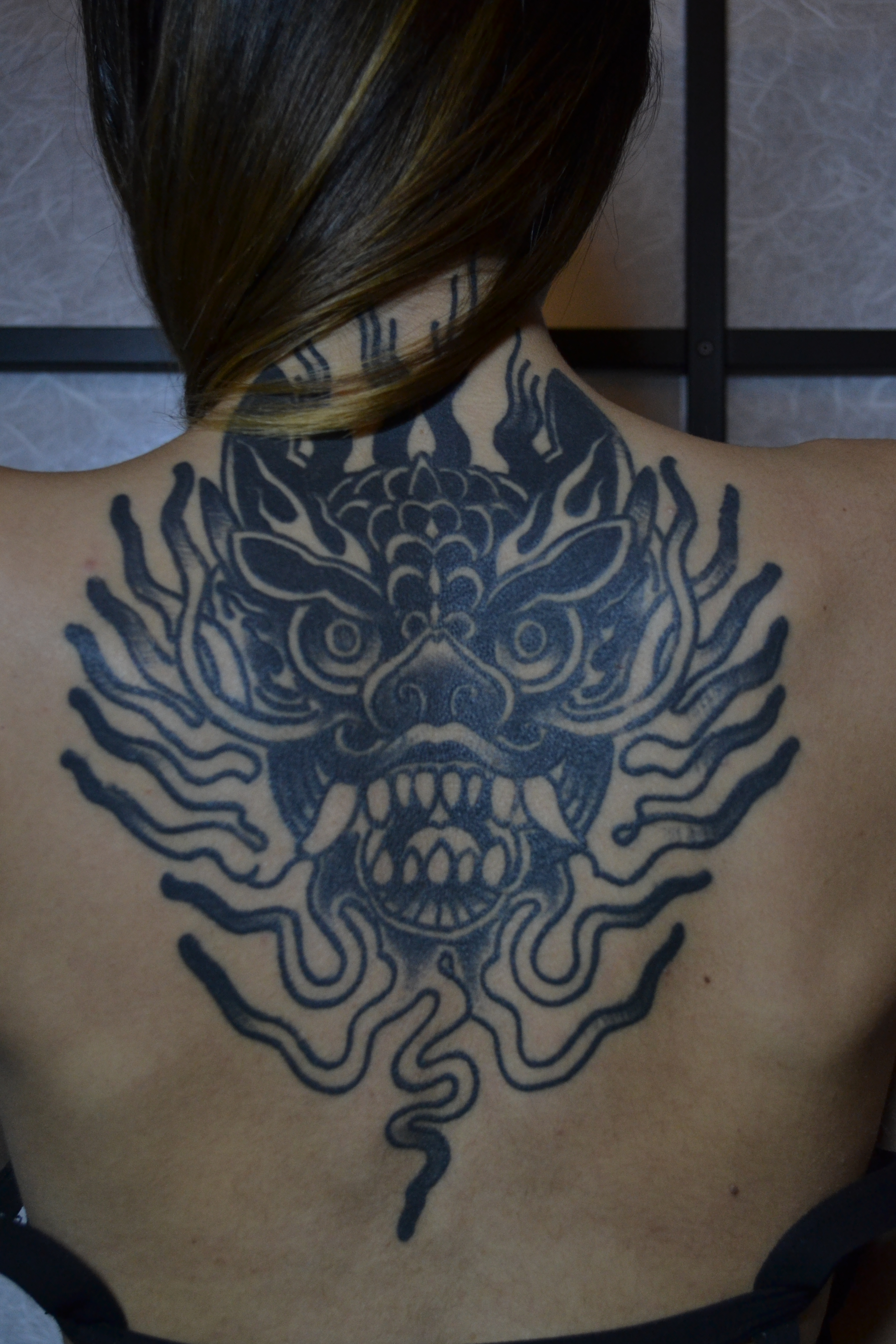
Tatuaggio sulla schiena
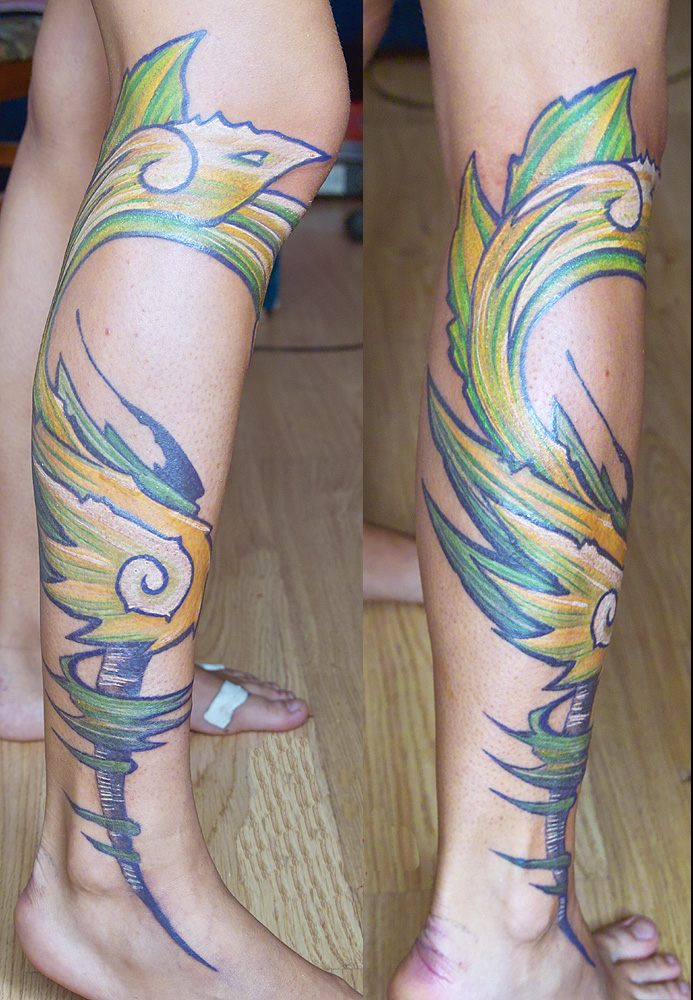
Tatuaggio sulle gambe
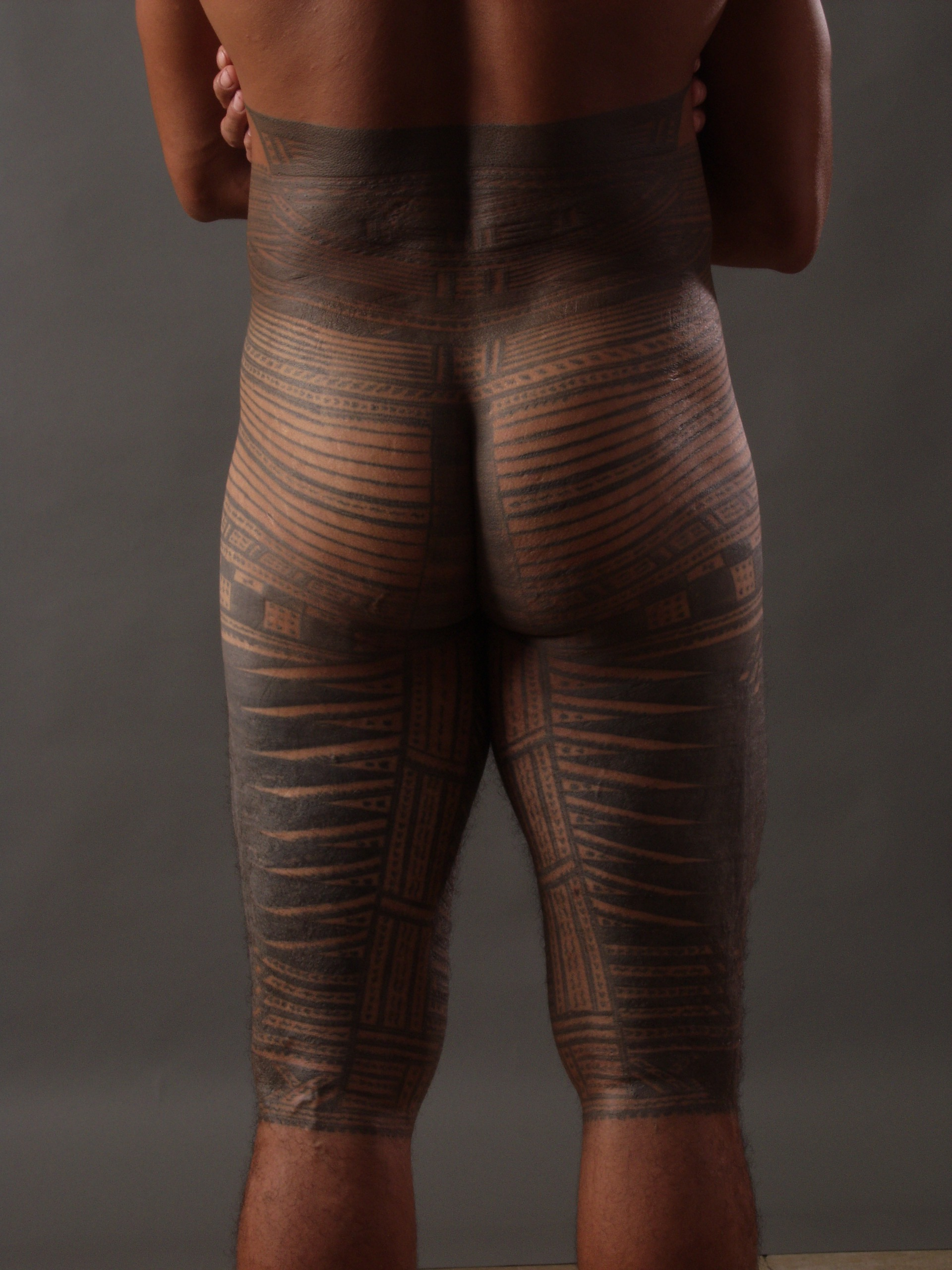
Tatuaggio tribale samoano
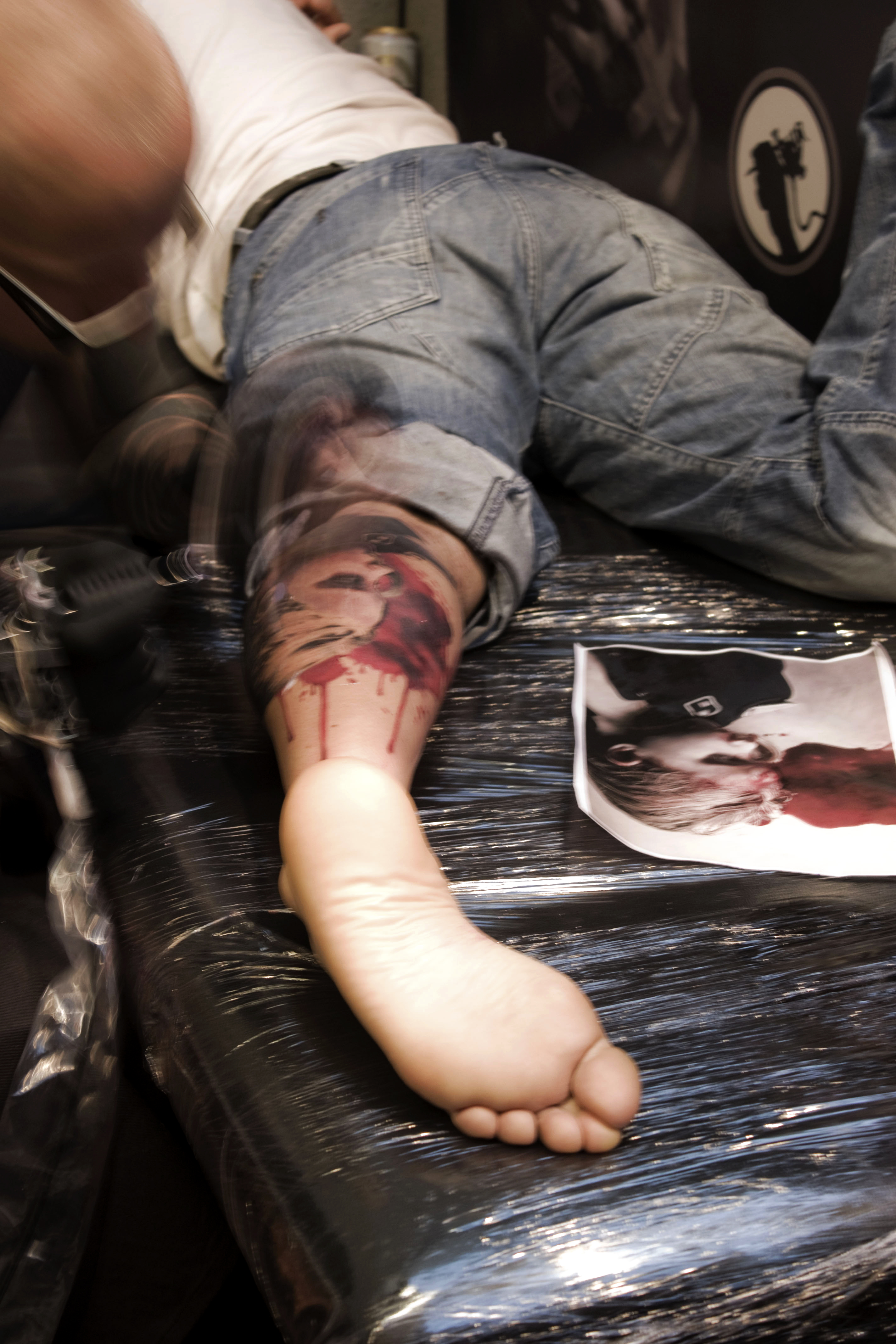
Tatuaggio realistico
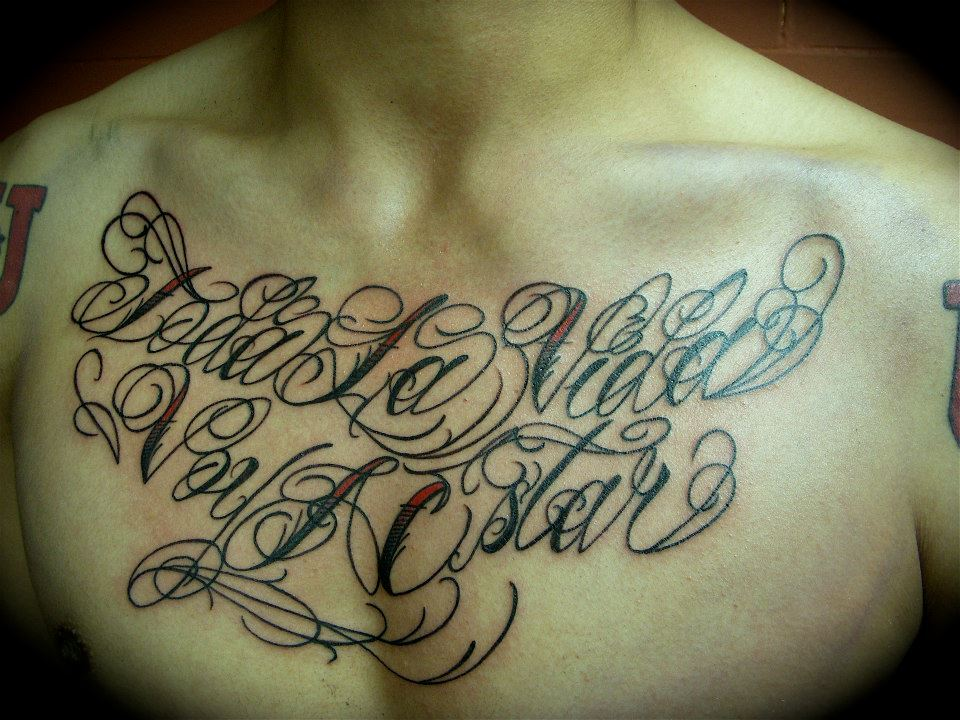
Lettering
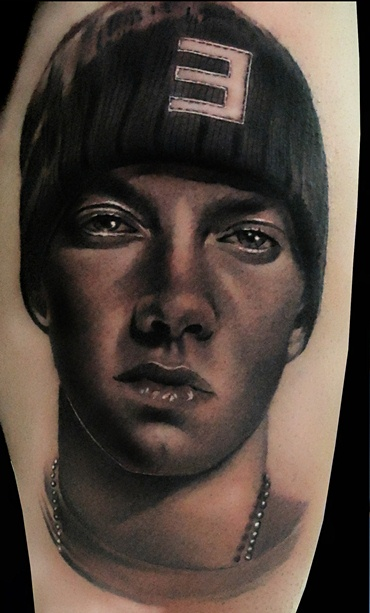
Tatuaggio realistico
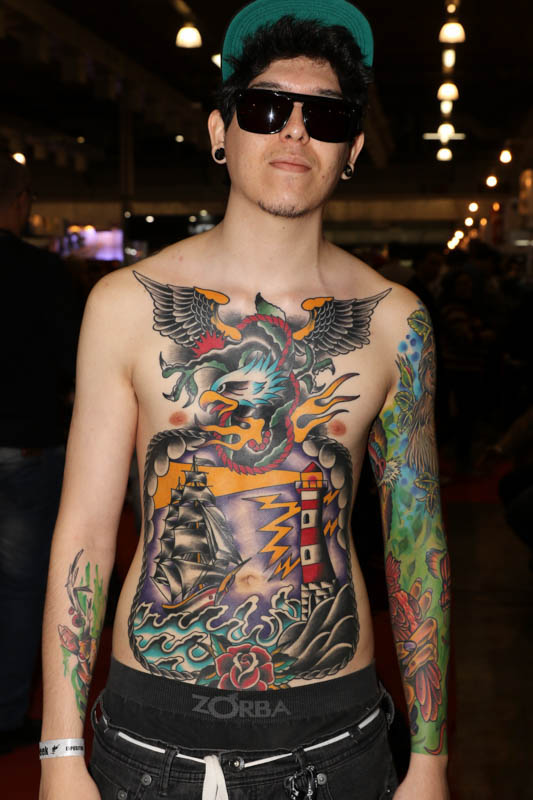
Tatuaggio tradizionale
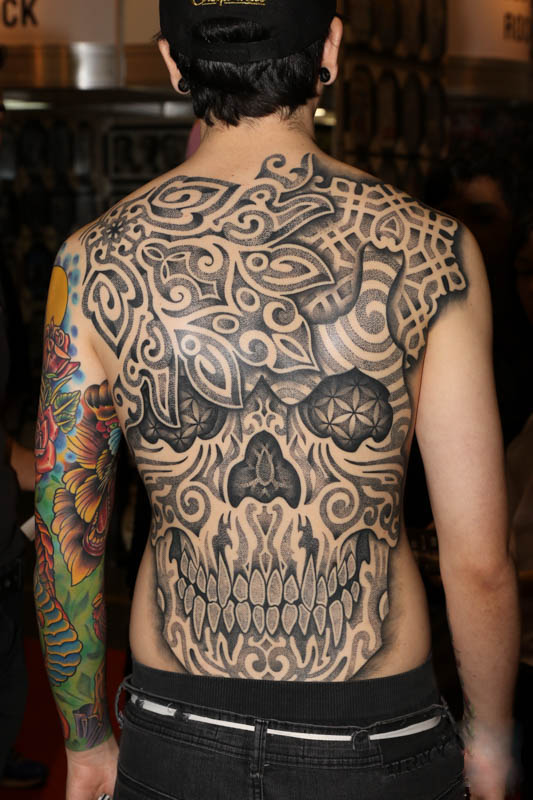
Dot Work